# Neoathyreus fallolobus
Neoathyreus fallolobus is een keversoort uit de familie cognackevers (Bolboceratidae). De wetenschappelijke naam van de soort werd in 2006 gepubliceerd door Henry Fuller Howden.